# Duponchelia
Duponchelia is een geslacht van vlinders uit de familie van de grasmotten (Crambidae). De wetenschappelijke naam is gepubliceerd  door Philipp Christoph Zeller in 1847.

## Soorten
- D. caidalis Oberthür, 1888
- D. fovealis Zeller, 1847 - Duponcheliamot
- D. lanceolalis (Guenée, 1854)
- D. naitoi Sasaki, 2008
- D. ranalis (Hampson, 1907)